# Perdita prosopidis
Perdita prosopidis är en biart som beskrevs av Timberlake 1964. Perdita prosopidis ingår i släktet Perdita och familjen grävbin. Inga underarter finns listade i Catalogue of Life.